# Аэровокзал Пулково (1973)
Аэровокзал Пулково («Пять стаканов») — здание в стиле советского модернизма, расположенное по адресу Пулковское шоссе, 41а.
Здание построено в 1966—1973 годах. В проектировании принимали участие архитекторы А. В. Жук, Ж. М. Вержбицкий, Г. М. Вланин, инженер С. Н. Кузьменко. Жук ставил задачу создания «воздушных ворот» города и преодоления разрыва в уровне комфорта пассажира рейса на борту и в аэропорту (в самолёте уделяется повышенное внимание, а в аэровокзалах обычно «пассажиры вынуждены … сталкиваться с неорганизованностью и беспорядком»). Первые пассажиры воспользовались аэровокзалом в ночь с 24 на 25 апреля 1973 года. Его пропускная способность достигала 2650 пассажиров в час, на момент открытия он являлся крупнейшим в СССР.

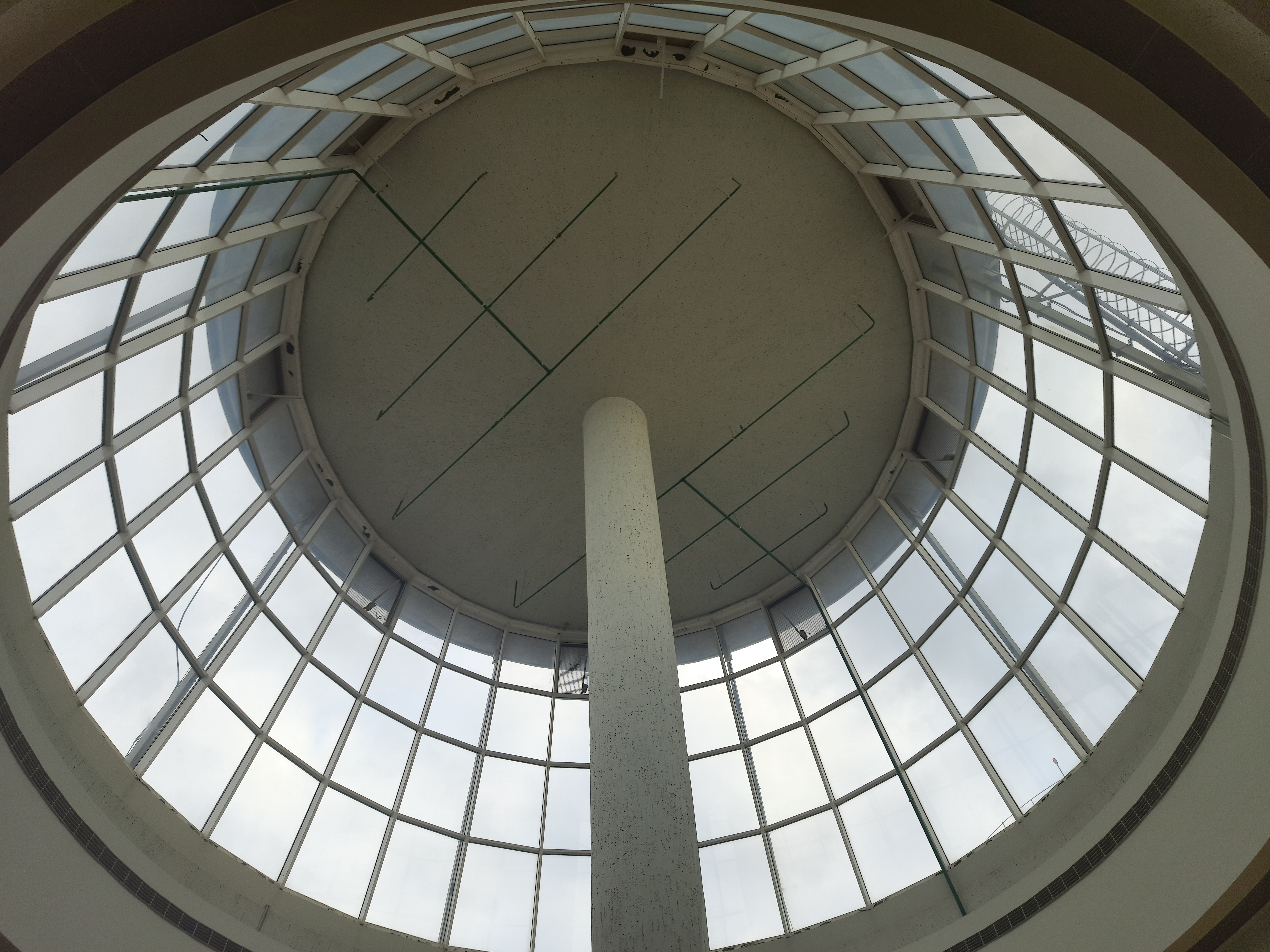
Один из световых фонарей-«стаканов»

У длинного здания плоская крыша, над которой высятся пять усечённых стеклянных конусов. Эти световые фонари диаметром в 16 метров со стороны зала отправления одновременно являются частью грибовидных опор, на которых подвешена кровля. На уровне отправления расположена эстакада с широко раскинутыми пандусами. Здание симметрично, в нём чередуются навесные панели и узкие окна. Основной операционный зал шириной 50 м и длиной 135 м раскрыт в обе стороны (на привокзальную сторону и на перрон) и воспринимается как просторный и хорошо освещённый.
В аэровокзале впервые в СССР были разделены потоки убывающих и прибывающих пассажиров. Посадка и высадка частично шли из двух павильонов-сателлитов, соединённых со зданием тоннелем с первыми в аэропортах СССР траволаторами. В каждом тоннеле было установлено по два траволатора длиной по 170 м. Обе стены зала отправления стеклянные, сам зал был лишён внутренних перегородок (позднее его разгородили на две части в связи с усилением правил безопасности), были сделаны открытые балконы, на которое допускали и провожающих, и встречающих, и просто любителей смотреть на самолёты. В полу у крайних колонн сделаны круглые отверстия, через которые видны залы прибытия нижнего этажа. На первом ярусе здания, связанном с подъездным пандусом, и в зонах ожидания, непосредственно связанных с перроном, применено широкое остекление из соображений лучшей ориентации пассажиров. При этом залы длительного ожидания изолированы от внешней среды, их обрамление сформировано из навесных панелей, между которыми оставлены лишь небольшие просветы, что создает уют и настраивающую на отдых атмосферу.
Согласно отзывам критиков, очертания здания подобны тому, что позднее было названо небесной линией Санкт-Петербурга — они низкие, ровные и с высотными акцентами. Броновицкая и Малинин видят в здании большой пароход. Согласно Сергею Сперанскому, у здания пять фасадов, один из которых красиво смотрится из иллюминатора самолёта.
Авторы здания были награждены за него Государственной премией СССР.
В 2013 году обсуждался снос здания для строительства нового аэровокзала. Терминал был расчищен от лишних перегородок, павильонов-сателлитов, части эстакады и тоннелей с траволаторами и превращён в зал ожидания для пассажиров внутренних рейсов.
Здание использовалось для съёмок «Осеннего марафона», «Золотой мины», «Ирония судьбы, или С легким паром», действие фильма «Спасибо за нелётную погоду» режиссёра Л. И. Цуцульковского полностью происходит в этом аэровокзале.